# Shaker Heights
Shaker Heights és una ciutat dels Estats Units a l'estat d'Ohio. Segons el cens del 2000 tenia 29.405 habitants.

## Demografia
Segons el cens del 2000, Shaker Heights tenia 29.405 habitants, 12.220 habitatges, i 8.040 famílies. La densitat de població era de 1.807,9 habitants/km².
Dels 12.220 habitatges en un 32,1% hi vivien nens de menys de 18 anys, en un 50,1% hi vivien parelles casades, en un 12,9% dones solteres, i en un 34,2% no eren unitats familiars. En el 30,2% dels habitatges hi vivien persones soles l'11,6% de les quals corresponia a persones de 65 anys o més que vivien soles. El nombre mitjà de persones vivint en cada habitatge era de 2,39 i el nombre mitjà de persones que vivien en cada família era de 3.
Per edats la població es repartia de la següent manera: un 26,2% tenia menys de 18 anys, un 5,3% entre 18 i 24, un 27,4% entre 25 i 44, un 25,5% de 45 a 60 i un 15,6% 65 anys o més.
L'edat mediana era de 40 anys. Per cada 100 dones de 18 o més anys hi havia 78,5 homes.
La renda mediana per habitatge era de 63.983 $ i la renda mediana per família de 85.893 $. Els homes tenien una renda mediana de 61.768 $ mentre que les dones 38.606 $. La renda per capita de la població era de 41.354 $. Aproximadament el 5,3% de les famílies i el 6,9% de la població estaven per davall del llindar de pobresa.

## Poblacions properes
El següent diagrama mostra les poblacions més properes.